# L'Empreinte du dieu (film)
Pour les articles homonymes, voir L'Empreinte du dieu (roman).
Pour plus de détails, voir Fiche technique et Distribution.
L'Empreinte du dieu est un film français réalisé par Léonide Moguy, sorti en 1940, cinquième film du réalisateur.

## Synopsis
En Belgique dans la ville de Bruges, Karelina et Wilfrida sont deux sœurs qui viennent tout juste de se marier. Très vite, l'aînée est brutalisée par son époux et part trouver refuge chez sa cadette.

## Fiche technique
- Titre : L'Empreinte du dieu
- Réalisation : Léonide Moguy
- Scénario : Louis d'Hée, Charles Spaak, d'après le roman de Maxence Van der Meersch
- Montage : Jean Sacha
- Musique : Jane Bos
- Décors : Robert Gys
- Chef-opérateur : Otto Heller
- Photographe de plateau : Léo Mirkine
- Société de production : Zama Films
- Pays d'origine :  France
- Format : Noir et blanc — 35 mm — 1,37:1 — Son : Mono
- Genre : Film dramatique
- Durée : 130 minutes
- Dates de sortie : 
  - USA - 1er novembre 1940 à New York
  - France - 16 mai 1941 à Paris

## Distribution
- Pierre Blanchar : Domitien Van Bergen
- Annie Ducaux : Wilfrida Van Bergen
- Blanchette Brunoy : Karelina
- Ginette Leclerc : Fanny
- Jacques Dumesnil : Gomar
- Pierre Larquey : Mosselmanns
- Arthur Devère
- Gabrielle Fontan
- Héléna Manson : la sœur de Karelina
- Maximilienne
- Georges Paulais
- Marguerite Pierry
- Mila Parély (non créditée)